# 페르자니 사시
페르자니 사시(1992년 3월 18일 ~ , 아랍어: فرجاني ساسي)는 튀니지의 축구 선수이다. 포지션은 미드필더이다. 현재 카타르 스타스 리그의 알가라파에서 뛰고 있다.

## 경력
2013년 6월 8일 시에라리온전에 첫 A매치 경기 데뷔하였다.
2018년 6월 18일 잉글랜드와의 2018년 FIFA 월드컵 조별리그 첫 경기에서 전반 35분 0-1에서 1-1이 되는 동점골(PK골)을 기록했지만, 후반 추가시간에 해리 케인에게 추가골을 허용해 1-2로 패했다.